# Pristoe, Șumen
Pristoe (în bulgară Пристое) este un sat în comuna Kaolinovo, regiunea Șumen,  Bulgaria. 

## Demografie
Componența etnică a satului Pristoe
     Turci (93,85%)
     Nicio identificare (1,74%)
     Bulgari (1,53%)
     Romi (2,86%)
La recensământul din 2011, populația satului Pristoe era de 977 locuitori. Din punct de vedere etnic, majoritatea locuitorilor (93,85%) erau turci, existând și minorități de romi (2,86%) și bulgari (1,53%). Pentru 1,74% din locuitori nu este cunoscută apartenența etnică.